# Lubatka (województwo mazowieckie)
Lubatka – wieś w Polsce położona w województwie mazowieckim, w powiecie sochaczewskim, w gminie Iłów. 
Sołectwo Lubatka-Szarglew tworzą wsie Lubatka i Szarglew.
Lubatka od południa sąsiaduje z Szarglewem, z którym tworzy jedno sołectwo.
W latach 1975–1998 miejscowość administracyjnie należała do województwa płockiego.